# مورای (آیووا)
مورای (به انگلیسی: Murray) شهری در ایالت آیووا کشور ایالات متحده آمریکا است که جمعیت آن در سرشماری سال ۲۰۱۰ میلادی، ۷۵۶ نفر بوده‌است.